# Le Passé (film, 1910)
Cet article concerne le film de Louis Feuillade. Pour le film d'Asghar Farhadi, voir Le Passé.
Pour les articles homonymes, voir Le Passé.
Le Passé est un film muet français réalisé par Louis Feuillade et sorti en 1910.

## Fiche technique
- Réalisation et scénario : Louis Feuillade
- Société de production : Société des Établissements L. Gaumont
- Pays : France
- Format : Muet - Noir et blanc
- Durée : inconnue
- Date de sortie : 
  -  France - 1910